# Nancy Olson
Nancy Olson (Milwaukee, Wisconsin, 14 de juliol de 1928) és una actriu estatunidenca nominada a l'Oscar a la millor actriu per Sunset Boulevard.

## Biografia[1][2]
Va començar al cinema el 1948, després de signar un contracte amb la productora Paramount Pictures.

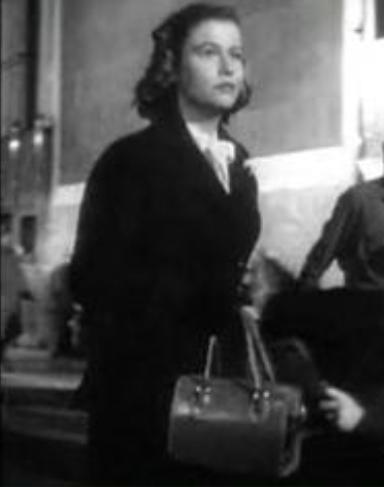
A Union Station (1950)

Després d'alguns petits papers breus, va ser triada per al paper de Betty Schaefer a la famosa pel·lícula  Sunset Boulevard  (1950) de Billy Wilder, formant una parella reeixida amb William Holden. Els dos van treballar junts de nou en el thriller  Union Station  (1950), en el drama de la guerra Submarine Command  (1951) i el romàntic  Force of Arms  (1951).
Malgrat la nominació a l'Oscar a la millor actriu secundària de  Sunset Boulevard , la continuació de la carrera cinematogràfica d'Olson no va ser gaire fruitosa. Després d'algunes interpretacions de relleu a Marijuana  (1951) al costat de John Wayne, al western  The Boy from Oklahoma  (1955) de Michael Curtiz i  Més enllà de les llàgrimes  (1955) de Raoul Walsh, l'actriu va intensificar la seva carrera artística a favor de la televisió, participant en sèries d'entreteniment i sèries populars, com  Alfred Hitchcock Presents  (1959) i  The Big Valley  (1965).
A principis de la dècada de 1960, Nancy Olson va tenir una renovada popularitat gràcies a una sèrie de pel·lícules d'èxit de la Disney, com ara  Pollyanna  (1960) om The Absent Minded Professor  (1961).
Olson va continuar a la televisió, participant en nombroses sèries d'èxit com  The Streets of San Francisco  (1975) i  Barnaby Jones  (1977).

## Filmografia seleccionada[3]
- 1949: Retrat de Jennie (Portrait of Jennie) de William Dieterle
- 1949: Sunset Boulevard de Billy Wilder
- 1950: Union Station de Rudolph Maté
- 1951: Force of Arms de Michael Curtiz
- 1952: Big Jim McLain d'Edward Ludwig
- 1953: So Big de Robert Wise: El crit de la victòria"Battle cry" Raoul Walsh
- 1960: Pollyanna de Robert Stevenson
- 1960: The Absent-Minded Professor de David Swift
- 1961: Son of Flubber de Robert Stevenson
- 1974: Airport 1975 de Jack Smight

## Premis i nominacions
Nominacions
- 1951: Oscar a la millor actriu per Sunset Boulevard